# Eparquia de Saint Maron de Montreal
A Eparquia de Saint Maron de Montreal (Eparchia Sancti Maronis Marianopolitana Maronitarum) é uma eparquia pertencente a Igreja Maronita, com rito antioquino no Canadá. Sua sede está localizada na cidade de Montreal, na província de Quebec, sendo sujeita imediatamente a Santa Sé. Foi fundada em 1982 pelo Papa João Paulo II. Com uma população católica de 93.000 habitantes, possui 19 paróquias com dados de 2018.

## História
Em 27 de agosto de 1982 o Papa João Paulo II cria a Eparquia de Saint-Maron de Montreal, com rito antioquino sendo pertencente a Igreja Maronita e sujeita imediatamente a Santa Sé.

## Lista de eparcas
A seguir uma lista de eparcas desde a criação da eparquia em 1982.
|                                    | Nome                               | Período                            | Notas                                                |
| Eparcas de Saint Maron de Montreal | Eparcas de Saint Maron de Montreal | Eparcas de Saint Maron de Montreal | Eparcas de Saint Maron de Montreal                   |
| ---------------------------------- | ---------------------------------- | ---------------------------------- | ---------------------------------------------------- |
| 4º                                 | Paul Marwan Tabet, L.M.            | 2013 -                             |                                                      |
| 3º                                 | Paul Marwan Tabet                  | 1996 - 2013                        |                                                      |
| 2º                                 | Georges Abi-Saber, O.L.M           | 1990 - 1996                        |                                                      |
| 1º                                 | Elias Shaheen                      | 1982 - 1990                        | Foi promovido ad personam a arcebispo dessa eparquia |